# Waxahatchee
Waxahatchee es el proyecto musical y nombre artístico de la banda formada en Birmingham (Alabama) durante 2011 por la cantautora estadounidense Kathryn Crutchfield, nacida el 4 de enero de 1989, conocida como Katie Crutchfield. 

## Historia
Su relación con la música comienza junto a su hermana gemela Allison en la banda de indie rock, pop y punk P.S. Eliot, con la que grabó dos álbumes entre 2009 y 2011 en el sello Salinas Records. Tras la disolución, Katie puso en marcha su proyecto musical con un alias dedicado a Waxahatchee Creek, un afluente del río Coosa que recorre Alabama y que tiene una importante reserva de fauna con especies en peligro de extinción.
Debutó en 2011 con una casete compartida con el músico punk Chris Clavin a través del sello Plan-It-X Records,reeditándose sus canciones en 2016 bajo el título de Early Recordings.Después, grabado en el dormitorio familiar, se lanzó el álbum American Weekend en 2012 con Don Giovanni Records, el mismo sello que al año siguiente publicó Cerulean Salt,un disco grabado con más medios y con la participación del bajista Sam Cook-Parrot, de Keith Spencer, de Kyle Gilbride y de Allison Crutchfield.
Tras ello se mudó a Nueva York y en 2015 firmó con el sello Merge Records, que lanzó su tercer álbum Ivy Tripp,  grabado en Long Island con el productor Kyle Gilbride y dedicado a aprender de las emociones y de las adversidades,acompañando durante ese año a las giras de músicos como Sleater Kinney, Kurt Vile y The New Pornographers.
El 14 de julio de 2017 se publicó el cuarto álbum Out in the Storm, producido por John Agnello y en el que colaboraron músicos como Katie Harking, Ashley Amwine, Katherine Simonetti o su hermana Allison,y en el que se puso mayor énfasis guitarrero heredado de bandas de la década de los años noventa como The Breeders.Ese mismo año compartió una gira con Hurray for the Riff Raff y Bedouine, con las que grabó una versión de la canción "Thirteen" de Big Star,
Con un estilo crudo, intenso y dulce, entre rock, lo-fi, punk, country y folk, publicó en 2018 el EP Great thunder, un compilado de seis canciones originalmente escritas en 2012 con Keith Spencer.Sin tanta ternura y profundidad acústica, ahondó en su particular visión de los sentimientos con el quinto álbum Saint Cloud de 2020,donde dejó atrás su adicción al alcohol y emergieron influencias de la música country que escuchaba en su hogar familiar, como Lucinda Williams, Linda Rondstadt o Emmylou Harris, dedicando el título del disco a St. Cloud, la ciudad de Florida donde nació su padre,contando en la producción con Brad Cook y con la compañía musical de los miembros de la banda Bonny Doon.
En enero de 2022 se estrenó la serie de animación infantil El Deafo en Apple Tv, basada en el relato autobiográfico de la escritora Cece Bell y que contó con la banda sonora de Waxahatchee.Ese mismo año anunció un dueto junto a la cantante texana Jess Williamson bajo el nombre de Plains, publicando el álbum I Walked with You a Ways a través del sello Anti-Records.Otro dueto de ese año fue con la cantante de música country Wynonna Judd, grabando juntas la canción "Other Side".
Durante ese año también grabó con su pareja Kevin Morby dos versiones de Guided by Voices en apoyo a la lucha social contra la prohibición del aborto en Kansas,repitiendo la experiencia en pareja que ya tuvieron con dos canciones de Jason Molina a beneficio de MusiCares y una versión de "After Hours" de The Velvet Underground.
En 2024 publicó el sexto álbum Tigers Blood, lleno de contrastes melódicos y nuevamente con Brad Cook en la producción, del que se adelantaron las canciones “Right Back to It”, "Bored" y "365", y donde contó con la participación en guitarras y coros de MJ Landeman, y en el banjo de Phil Cook.

## Discografía
- 2012 - American Weekend (Don Giovanni Records)
- 2013 - Cerulean Salt  (Don Giovanni Records)
- 2015 - Ivy Tripp (Merge Records, Wichita Recordings)
- 2017 - Out In The Storm (Merge Records)
- 2018 - Great Thunder (EP) (Merge Records)
- 2020 - Saint Cloud (Merge Records)
- 2022 - El Deafo (EP) (Apple TV + Original Series Soundtrack)
- 2024 - Tiger Bloods (Anti-)

Con Plains
- 2022 - I Walked with You a Ways (Anti-)